# Rito del Matrimonio

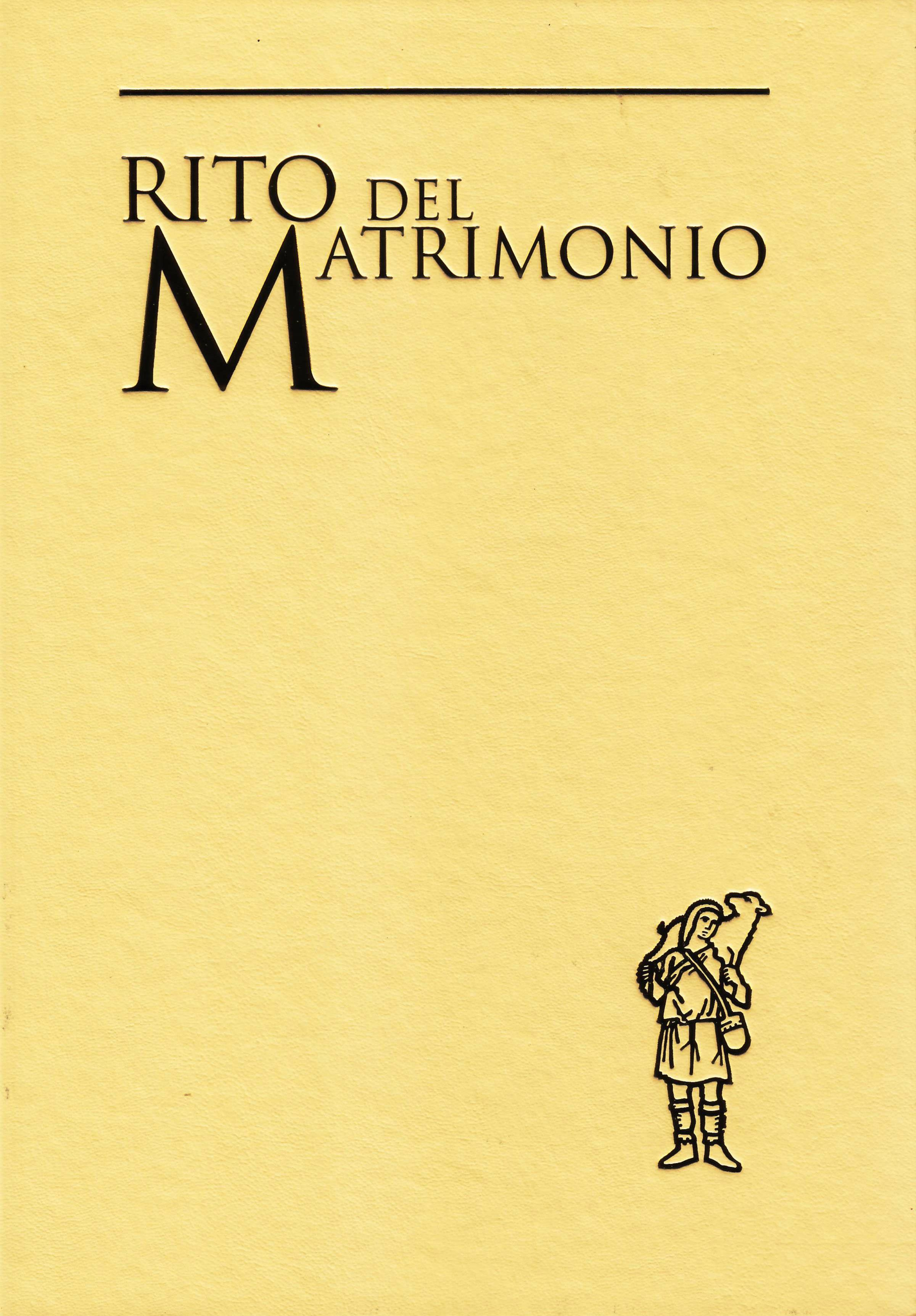
Copertina frontale del Libro sul Rito del Matrimonio

Il Rito del Matrimonio in latino: Ordo celebrandi Matrimonium, (abbreviato: OCM) è un testo del Rituale romano per il matrimonio nella Chiesa cattolica.
Riformato a norma dei decreti del Concilio Ecumenico Vaticano II fu approvato dal pontefice Paolo VI che ne autorizzò la promulgazione avvenuta con decreto della Sacra Congregazione per il culto divino, il 1 luglio 1969.
Papa Giovanni Paolo II, in seguito all'entrata in vigore del nuovo Codice di Diritto Canonico, promulgato nel 1983, approvò nel 1990 una seconda edizione del rito, in ottemperanza ad alcune norme contenute nello stesso codice. In questa seconda edizione, il medesimo rito si presentava più ricco di contenuti teologico-pastorali nei Praenotanda, nei riti e nelle preghiere, con l’introduzione di alcune variazioni.
Nel 2004, dopo cinque anni di lavoro, a seguito di una «recognitio», la Conferenza Episcopale Italiana, in un convegno svoltosi a Grosseto, presentò il Nuovo Rito del Matrimonio (abbreviato: RM 2004) entrato in vigore il 28 novembre 2004.

## Le parti costitutive del Rito del Matrimonio
Il suddetto libro comprende: un Indice Generale e quattro capitoli.
- I. RITO DEL MATRIMONIO NELLA CELEBRAZIONE EUCARISTICA
- II. RITO DEL MATRIMONIO NELLA CELEBRAZIONE DELLA PAROLA
- III. RITO DEL MATRIMONIO TRA UNA PARTE CATTOLICA E UNA PARTE CATECUMENA O NON CRISTIANA
- IV. TESTI VARI DA UTILIZZARE NEL RITO DEL MATRIMONIO E NELLA MESSA "PER GLI SPOSI"